# Peugeot 307
| Sonstige Messwerte                        |                  |
| CO2-Emission:                             | 129–199 g/km     |
| Kraftstoffverbrauch kombiniert (EG-Norm): | 5,0–8,4 l/100 km |
| Sterne im Euro NCAP-Crashtest             |                  |

Der Peugeot 307 ist ein Pkw-Modell des französischen Automobilherstellers Peugeot. Der zur Kompaktklasse zugehörige Wagen wurde im Oktober 2001 auf den Markt gebracht. Des Weiteren erhielt er die Auszeichnung zum Auto des Jahres 2002.

## Geschichte
Ähnlich wie beim Vorgänger 306 gab es eine Vielfalt von Karosserievarianten. Zunächst waren nur die drei- und fünftürigen Schrägheckmodelle verfügbar. Im Juni 2002 kamen die Kombiversionen Break und SW hinzu. Im August 2003 komplettierte das 307 Coupé-Cabriolet (kurz: CC) mit faltbarem Stahldach das Programm.
Der 307 war je nach Ausführung mit verschiedenen Benzin- und Diesel-Motoren lieferbar. Ab April 2004 war ein 1,6-l-HDi-Diesel-Motor mit 80 kW (109 PS) und Rußpartikelfilter erhältlich, der die Euro-4-Norm erfüllt. Die drei-/fünftürige Limousine erreicht mit dem serienmäßigen Fünfgang-Schaltgetriebe in 11,2 Sekunden 100 km/h und eine Höchstgeschwindigkeit von 188 km/h. Flaggschiff der Baureihe ist das 307 Cabriolet-Coupé mit elektrohydraulisch versenkbarem Stahldach, das mit drei Benzin-Motoren von 1,6 bis 2,0 Liter sowie mit einem 2,0-l-HDi-Motor erhältlich war.

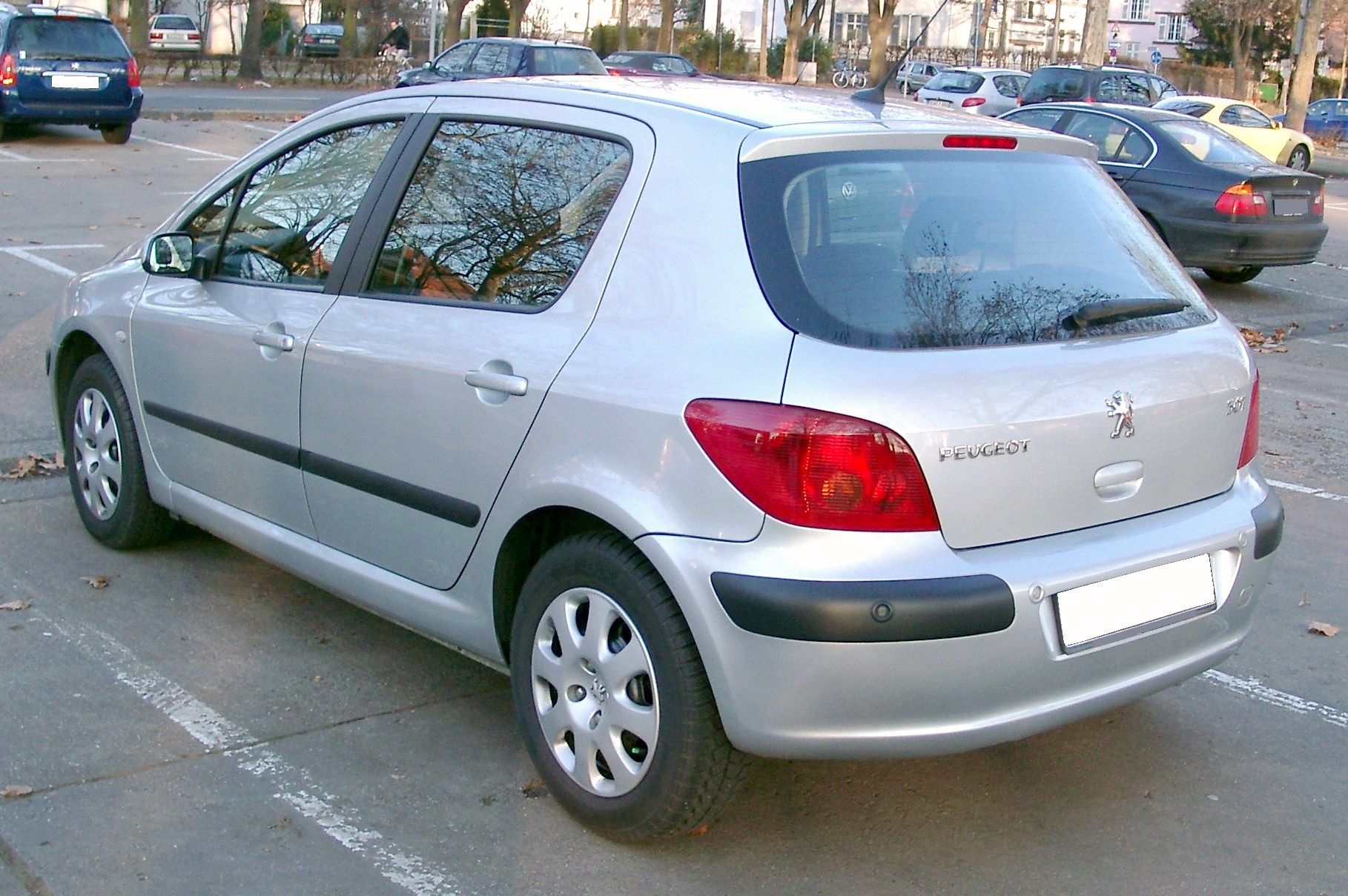
Heckansicht
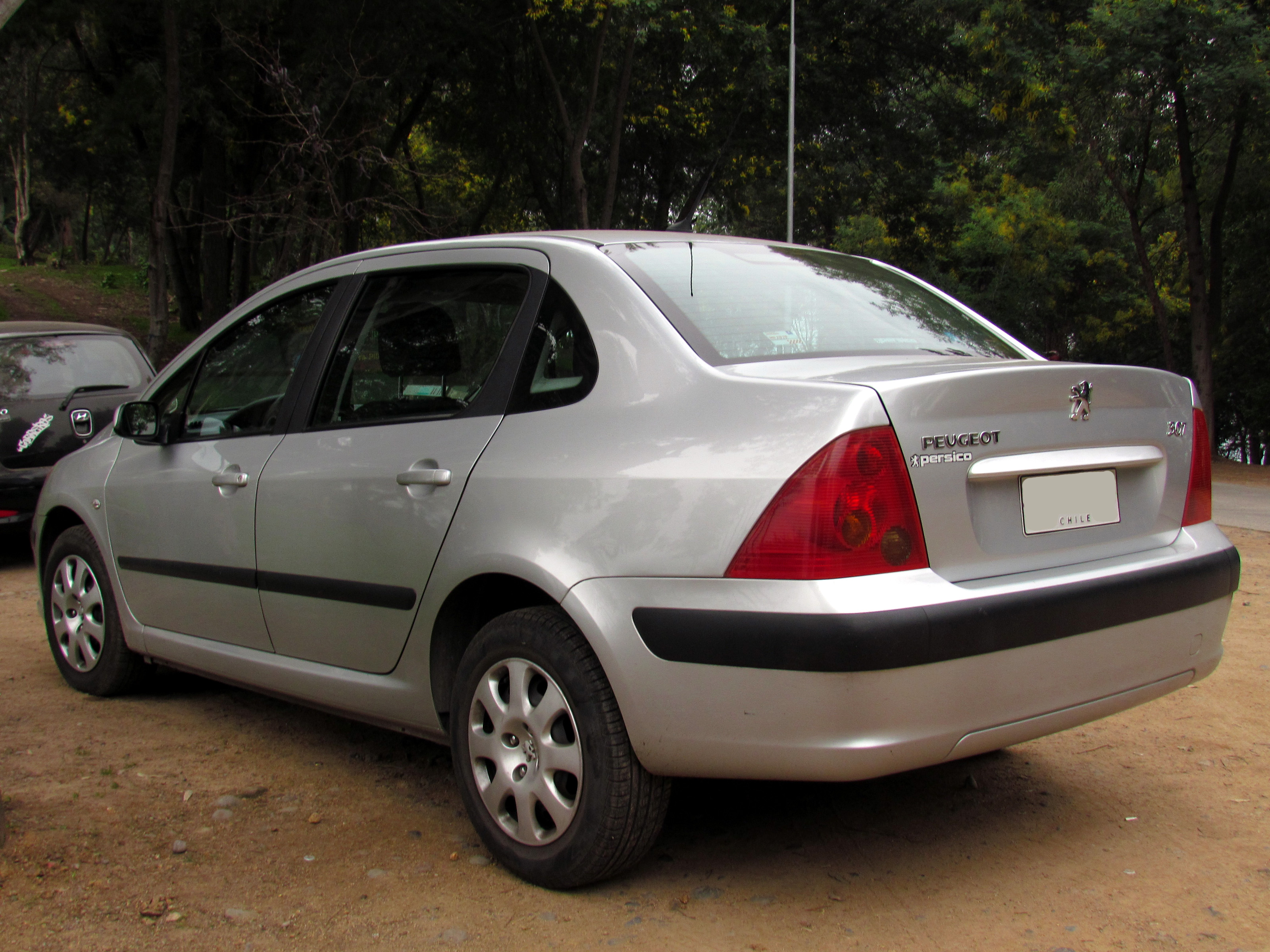
Für Südamerika und Asien: Peugeot 307 als Stufenheck

### Modellpflege
Im Juli 2005 wurde dem 307 eine Modellpflege zuteil. Sie umfasste eine geänderte Frontpartie und neue Heckleuchten. Die Schräghecklimousine war nach dem Facelift in sechs verschiedenen Ausstattungsvarianten erhältlich: „Filou“, „Grand Filou Cool“, „Tendance“, „Prémium“, „Sport“ und die beste und damit auch teuerste Ausstattung „Platinum“.
Im April 2006 wurden vom 307 zwei Sondermodelle angeboten: „Oxygo“ und „Épok“. Zwei weitere Sondermodelle kamen im November 2006 („RC-Line“) bzw. April 2007 („Business Line“) auf den Markt und waren nur für den 307 SW vorgesehen.

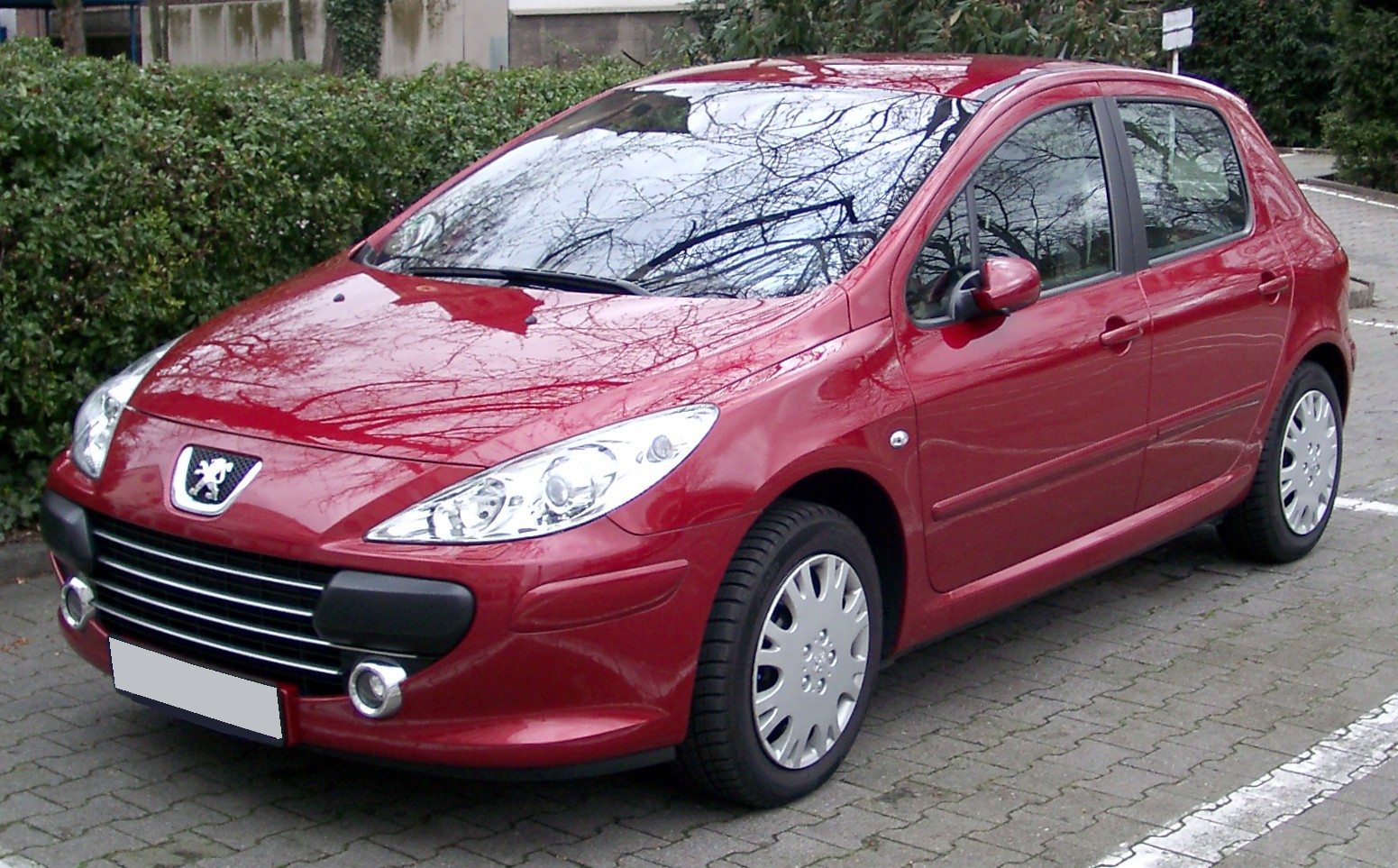
Peugeot 307 Fünftürer (2005–2007)
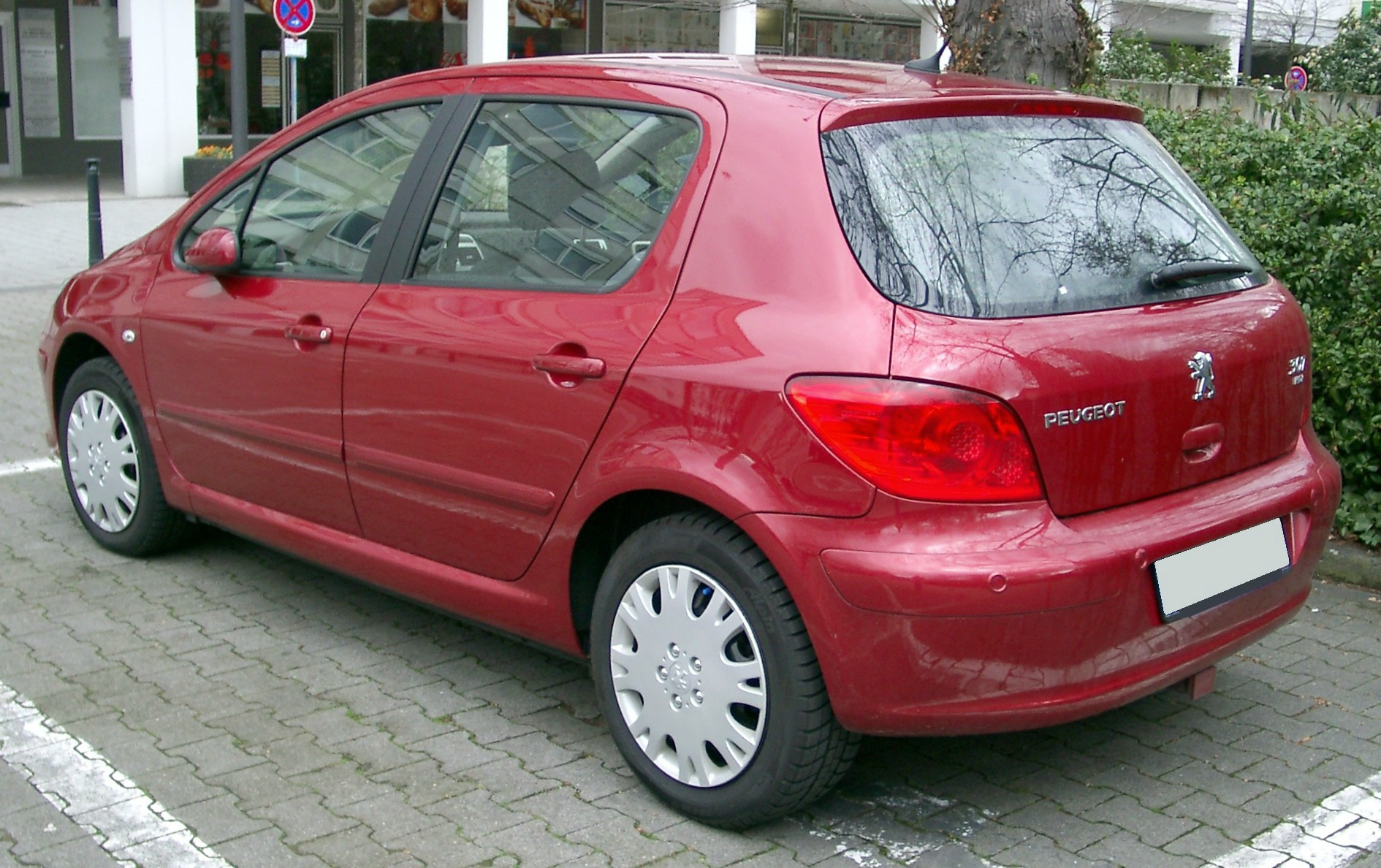
Heckansicht

## Karosserievarianten
Der 307 wurde in insgesamt sechs verschiedenen Ausführungen verkauft:
- Schrägheck mit drei Türen
- Schrägheck mit fünf Türen
- Stufenheck mit vier Türen (ab 2003; nur in China und Südamerika)
- Kombi (Break) mit fünf Türen und fünf Sitzen
- Kombi (SW) mit fünf Türen, sieben Sitzen und Glasdach
- Coupé-Cabriolet mit zwei Türen, vier Sitzen und versenkbarem Stahlverdeck

## Technische Daten

### Ottomotoren
| Modell  | Motor(typ)    | Hubraum cm³ | Zylinder | Leistung kW (PS) bei 1/min | Drehmoment Nm bei 1/min | Bauzeit           | Varianten                 |
| ------- | ------------- | ----------- | -------- | -------------------------- | ----------------------- | ----------------- | ------------------------- |
| 1.4 8V  | TU3JP (KFW)   | 1360        | 4        | 55 (75)/5500               | 120/3400                | 03/2002–02/2004   | Schrägheck                |
| 1.4 16V | ET3J4 (KFU)   | 1360        | 4        | 65 (88)/5250               | 133/3250                | 11/2003–03/2008   | Schrägheck, Kombi         |
| 1.6 16V | TU5JP4 (NFU)  | 1587        | 4        | 80 (109)/5800              | 147/4000                | 08/2001–03/2008 1 | Schrägheck, Kombi, Cabrio |
| 2.0 16V | EW10J4 (RFN)  | 1997        | 4        | 100 (136)/6000             | 190/4100                | 08/2001–03/2005   | Schrägheck, Kombi, Cabrio |
| 2.0 16V | EW10A (RFJ)   | 1997        | 4        | 103 (140)/6000             | 200/4000                | 04/2005–03/2008 1 | Schrägheck, Kombi, Cabrio |
| 2.0 16V | EW10J4S (RFK) | 1997        | 4        | 130 (177)/7000             | 202/4750                | 06/2005–07/2007 1 | Schrägheck, Cabrio        |

### Dieselmotoren
| Modell       | Motor(typ)          | Hubraum cm³ | Zylinder | Leistung kW (PS) bei 1/min | Drehmoment Nm bei 1/min | Bauzeit           | Varianten                 |
| ------------ | ------------------- | ----------- | -------- | -------------------------- | ----------------------- | ----------------- | ------------------------- |
| 1.4 8V HDi   | DV4TD (8HX/HZ)      | 1398        | 4        | 50 (68)/4000               | 150/1750                | 10/2001–02/2004   | Schrägheck, Kombi         |
| 1.6 16V HDi  | DV6(A)TED4 (9HX/HV) | 1560        | 4        | 66 (90)/4000               | 215/1750                | 04/2005–03/2008   | Schrägheck, Kombi         |
| 1.6 16V HDi  | DV6TED4 (9HZ/HY)    | 1560        | 4        | 80 (109)/4000              | 240/1750                | 02/2004–03/2008   | Schrägheck, Kombi         |
| 2.0 8V HDi   | DW10TD (RHY)        | 1997        | 4        | 66 (90)/4000               | 205/1900                | 08/2001–03/2005   | Schrägheck, Kombi         |
| 2.0 8V HDi   | DW10ATED4 (RHS)     | 1997        | 4        | 79 (107)/4000              | 250/1750                | 08/2001–02/2004   | Schrägheck, Kombi         |
| 2.0 16V HDi* | DW10BTED4 (RHR)     | 1997        | 4        | 100 (136)/4000             | 320/2000                | 11/2003–03/2008 2 | Schrägheck, Kombi, Cabrio |

*Das rote „i“ im HDi-Schriftzug weist auf den stärksten Dieselmotor des 307 hin.
1. 1 2  Dieser Motor war nicht mit Rußpartikelfilter erhältlich
2. ↑  Dieser Motor war auch mit Rußpartikelfilter erhältlich
3. 1 2  Dieser Motor war nur mit Rußpartikelfilter erhältlich

|                                                                | 1.4 8V                                    | 1.4 16V                                   | 1.6 16V                                   | 2.0 16V                                   | 2.0 16V                                   | 1.4 HDi                                     | 1.6 HDi (FAP)                               | 1.6 HDi FAP                                 | 2.0 HDi FAP                                 |
| -------------------------------------------------------------- | ----------------------------------------- | ----------------------------------------- | ----------------------------------------- | ----------------------------------------- | ----------------------------------------- | ------------------------------------------- | ------------------------------------------- | ------------------------------------------- | ------------------------------------------- |
| Motorbauart und Zylinderanzahl                                 | R4-Ottomotor mit Multi-Point-Einspritzung | R4-Ottomotor mit Multi-Point-Einspritzung | R4-Ottomotor mit Multi-Point-Einspritzung | R4-Ottomotor mit Multi-Point-Einspritzung | R4-Ottomotor mit Multi-Point-Einspritzung | R4-Dieselmotor mit Common-Rail-Einspritzung | R4-Dieselmotor mit Common-Rail-Einspritzung | R4-Dieselmotor mit Common-Rail-Einspritzung | R4-Dieselmotor mit Common-Rail-Einspritzung |
| Hubraum                                                        | 1360 cm³                                  | 1360 cm³                                  | 1587 cm³                                  | 1997 cm³                                  | 1997 cm³                                  | 1398 cm³                                    | 1560 cm³                                    | 1560 cm³                                    | 1997 cm³                                    |
| max. Leistung (PS) bei 1/min                                   | 55 kW (75 PS) 5500                        | 65 kW (88 PS) 5250                        | 80 kW (109 PS) 5800                       | 100 kW (136 PS) 6000                      | 103 kW (140 PS) 6000                      | 50 kW (68 PS) 4000                          | 66 kW (90 PS) 4000                          | 80 kW (109 PS) 4000                         | 100 kW (136 PS) 4000                        |
| max. Drehmoment bei 1/min                                      | 120 Nm 3400                               | 133 Nm 3250                               | 147 Nm 4000                               | 190 Nm 4100                               | 200 Nm 4000                               | 160 Nm 2000                                 | 205 Nm 1900                                 | 245 Nm 1750                                 | 320 Nm 2000                                 |
| Getriebe, serienmäßig                                          | 5-Gang-Schaltgetriebe                     | 5-Gang-Schaltgetriebe                     | 5-Gang-Schaltgetriebe                     | 5-Gang-Schaltgetriebe                     | 5-Gang-Schaltgetriebe                     | 5-Gang-Schaltgetriebe                       | 5-Gang-Schaltgetriebe                       | 5-Gang-Schaltgetriebe                       | 6-Gang-Schaltgetriebe                       |
| Getriebe, optional                                             | –                                         | –                                         | 4-Stufen-Automatik                        | 4-Stufen-Automatik                        | 4-Stufen-Automatik                        | –                                           | –                                           | –                                           | –                                           |
| Höchstgeschwindigkeit                                          | 167 km/h                                  | 172 (170) km/h                            | 190 (182) km/h 180 km/h1                  | 205 (200) km/h 200 km/h1                  | 205 (200) km/h 196 km/h1                  | 160 km/h                                    | 179 (174) km/h                              | 188 (183) km/h                              | 202 (198) km/h                              |
| Beschleunigung in s von 0–100 km/h                             | 15,6                                      | 12,8 (13,5)                               | 10,7 (11,9) 13,81                         | 9,8 (9,8) 11,11                           | 8,9 (9,8) 11,91                           | 14,7                                        | 13,7 (13,8)                                 | 12,0 (12,5)                                 | 9,8 (10,8)                                  |
| Kraftstoffverbrauch (nach EWG-Richtlinie, kombiniert l/100 km) | 6,7 S                                     | 6,5 (6,7) S                               | 7,4 (7,7) S 8,3 S1                        | 7,9 (8,3) S 8,6 S1                        | 7,7 (7,9) S 8,4 S1                        | 4,5 D                                       | 5,2 (5,4) D                                 | 4,9 (5,0) D                                 | 5,4 (5,6) D                                 |
| CO2-Emission kombiniert in g/km                                | 159                                       | 155 (159)                                 | 174 (178) 1941                            | 188 (194) 2041                            | 187 (188) 1991                            | 120                                         | 138 (143)                                   | 129 (131)                                   | 142 (148)                                   |
| Abgasnorm nach EU-Klassifikation                               | Euro3 und D4                              | Euro 4                                    | Euro 4                                    | Euro3 und D4                              | Euro 4                                    | Euro4                                       | Euro4                                       | Euro 4                                      | Euro 4                                      |

Werte in ( ) für 307 Break/SW

1mit 4-Stufen-Automatikgetriebe, mit manueller Schaltgasse

## 307 SW / Break Kombi (2002–2008)
Der Peugeot 307 SW ist ein im Juni 2002 erschienener Kombi mit variablem Raumkonzept mit bis zu sieben Einzelsitzen, außerdem einem großen Glasdach, während der Break die klassische Kombivariante darstellt. Beim SW wird auf Wunsch aus dem Fünf- ein 5+2-Sitzer, denn zwei weitere Sitze lassen sich gegen Aufpreis ordern und in entsprechenden Bodenhalterungen im Kofferraum einrasten. Dadurch verkleinert sich das Kofferraumvolumen von 520 auf 137 Liter, wobei die dritte Reihe jedoch nur für Kinder und kleinere Personen bis 1,60 m Körpergröße ausreicht. Das Kofferraumvolumen des Break beträgt 503 bzw. 1675 Liter bei umgelegter Rücksitzbank. Der 307 SW besitzt im Gegensatz zum bauähnlichen Modell 307 Break ein als „Panoramadach“ bezeichnetes 1,4 m² großes Glasdach aus wärmedämmendem Verbund-Sicherheitsglas, das durch ein elektrisches Schieberollo vollständig verdunkelt werden kann. Anders als die Limousine sind die Modelle Break und SW mit einer Dachreling zur Befestigung eines Dachgepäckträgers ausgerüstet.

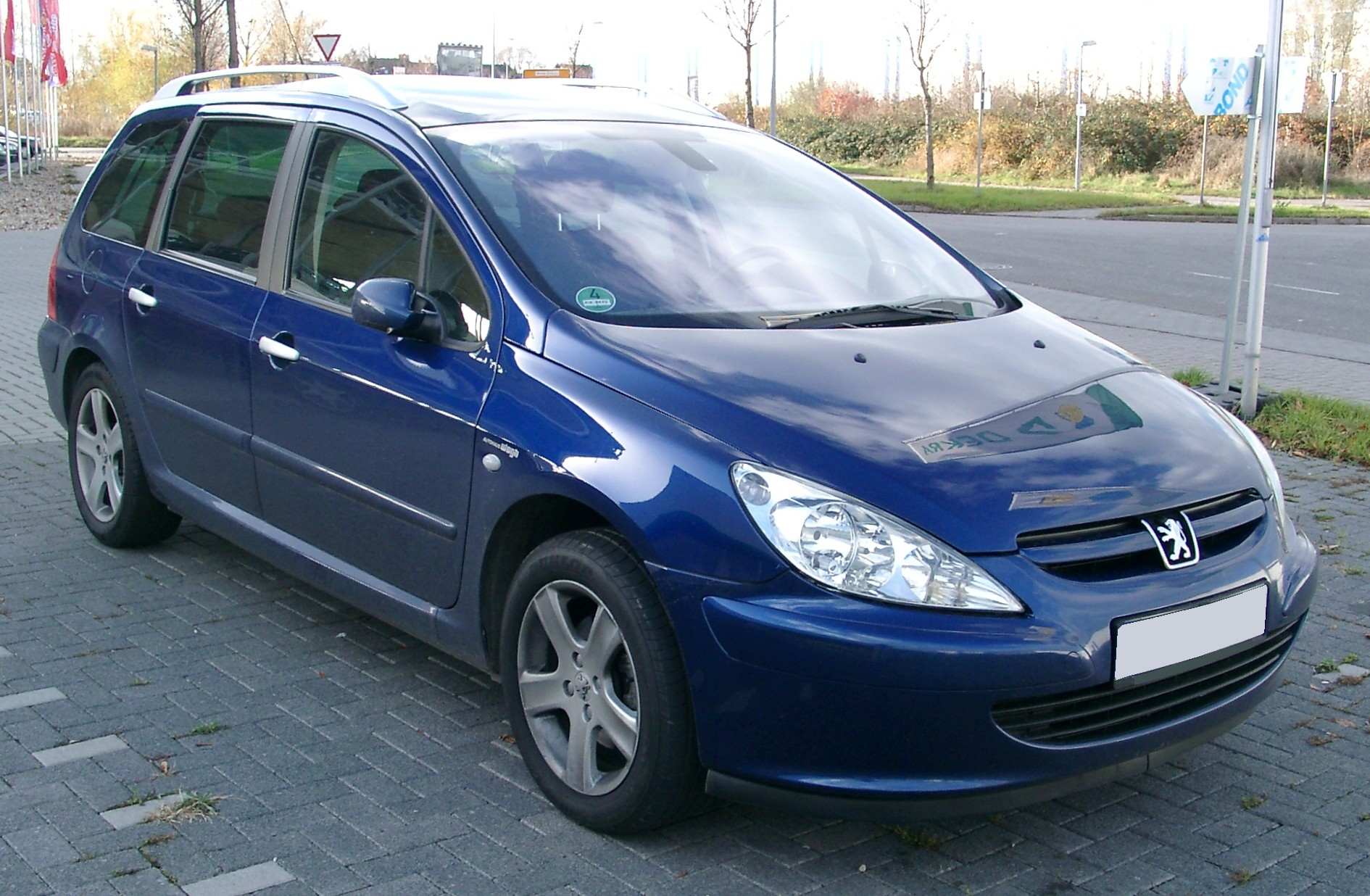
Peugeot 307 SW (2002–2005)
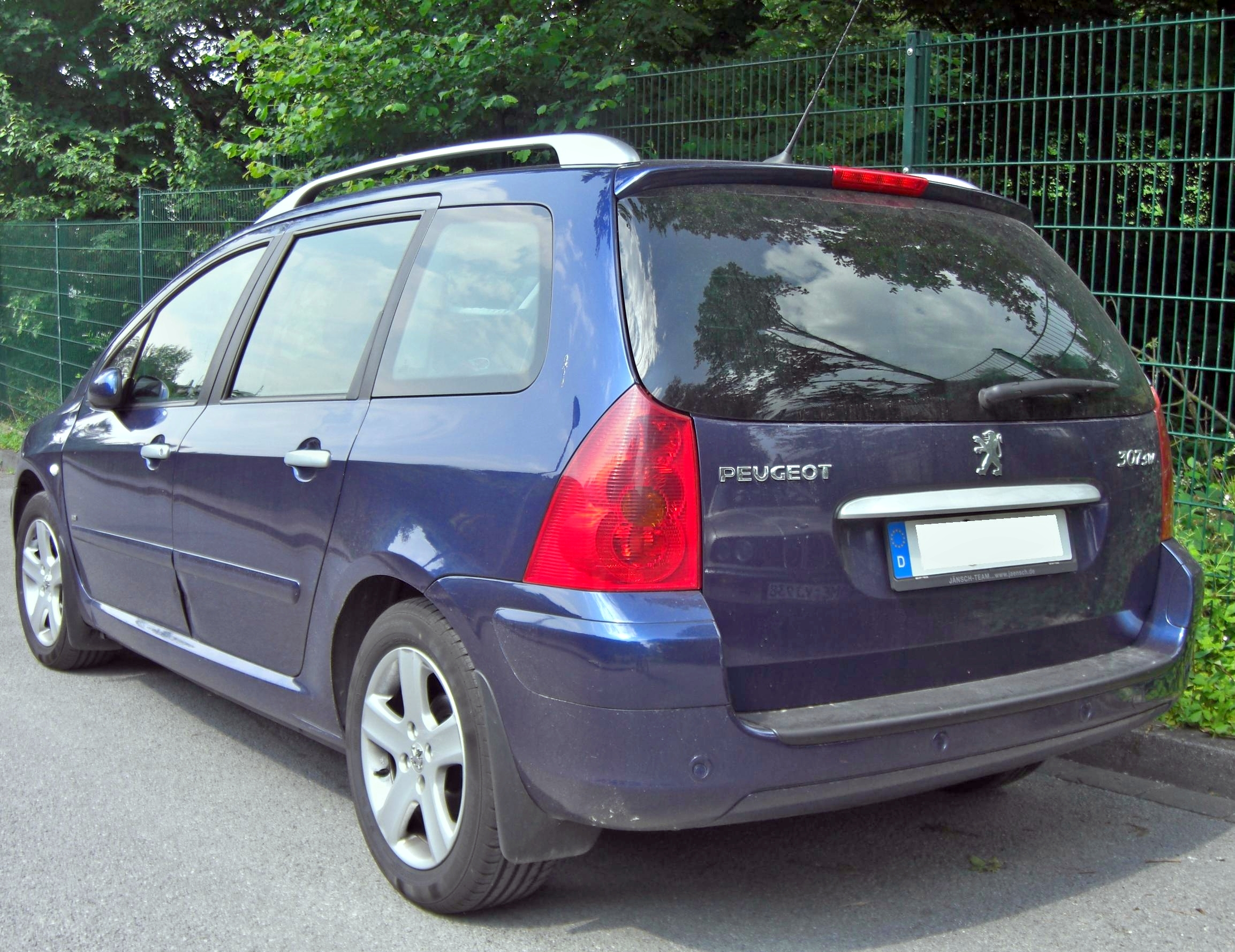
Heckansicht

Ab Juli 2005 wurde das Design durch ein Facelift aufgewertet, das der damals neuen 407er-Baureihe entsprach. Am Heck beschränkten sich die Änderungen lediglich auf das Design der Rückleuchten. Zu diesem Zeitpunkt war der 307 SW in folgenden bestellbaren Ausstattungsvarianten erhältlich: „Grand Filou Cool“, „Prémium“ und „Sport“.
Bestellbare Sondermodelle: „Oxygo“ (ab 2006), „Épok“ (ab 2006), „RC-Line“ (ab 2006) und „Business-Line“ (ab 2007).

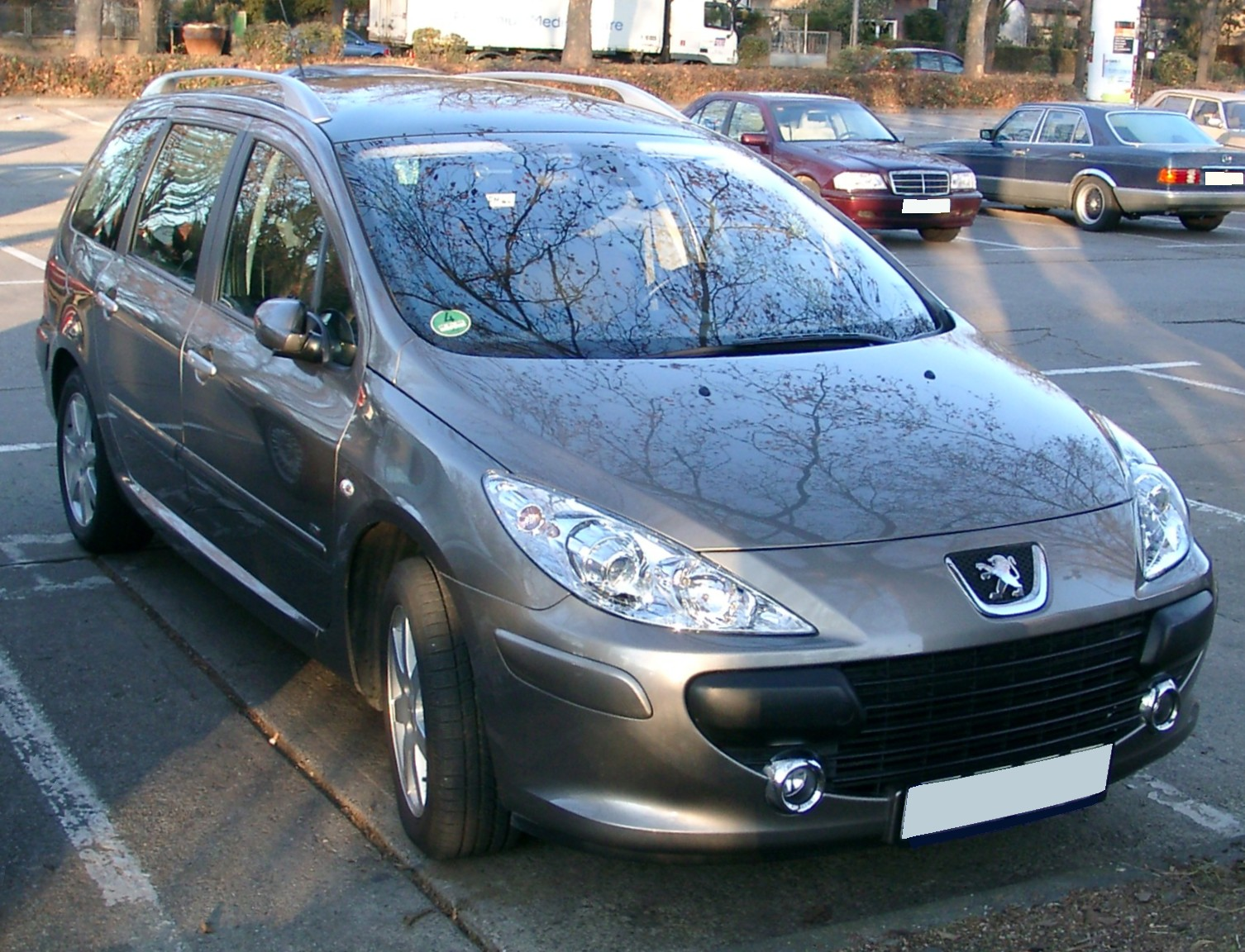
Peugeot 307 SW (2005–2008)
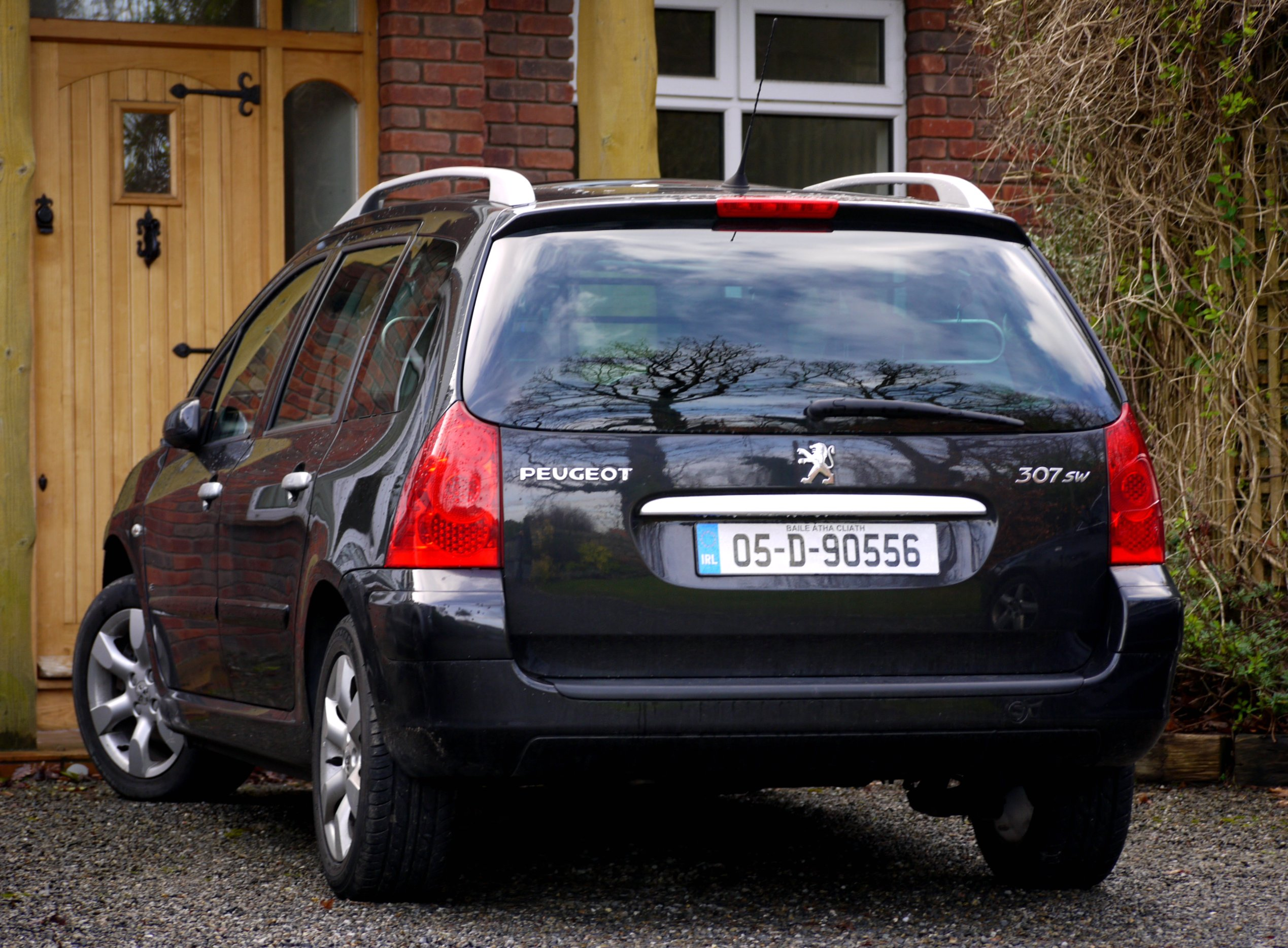
Heckansicht
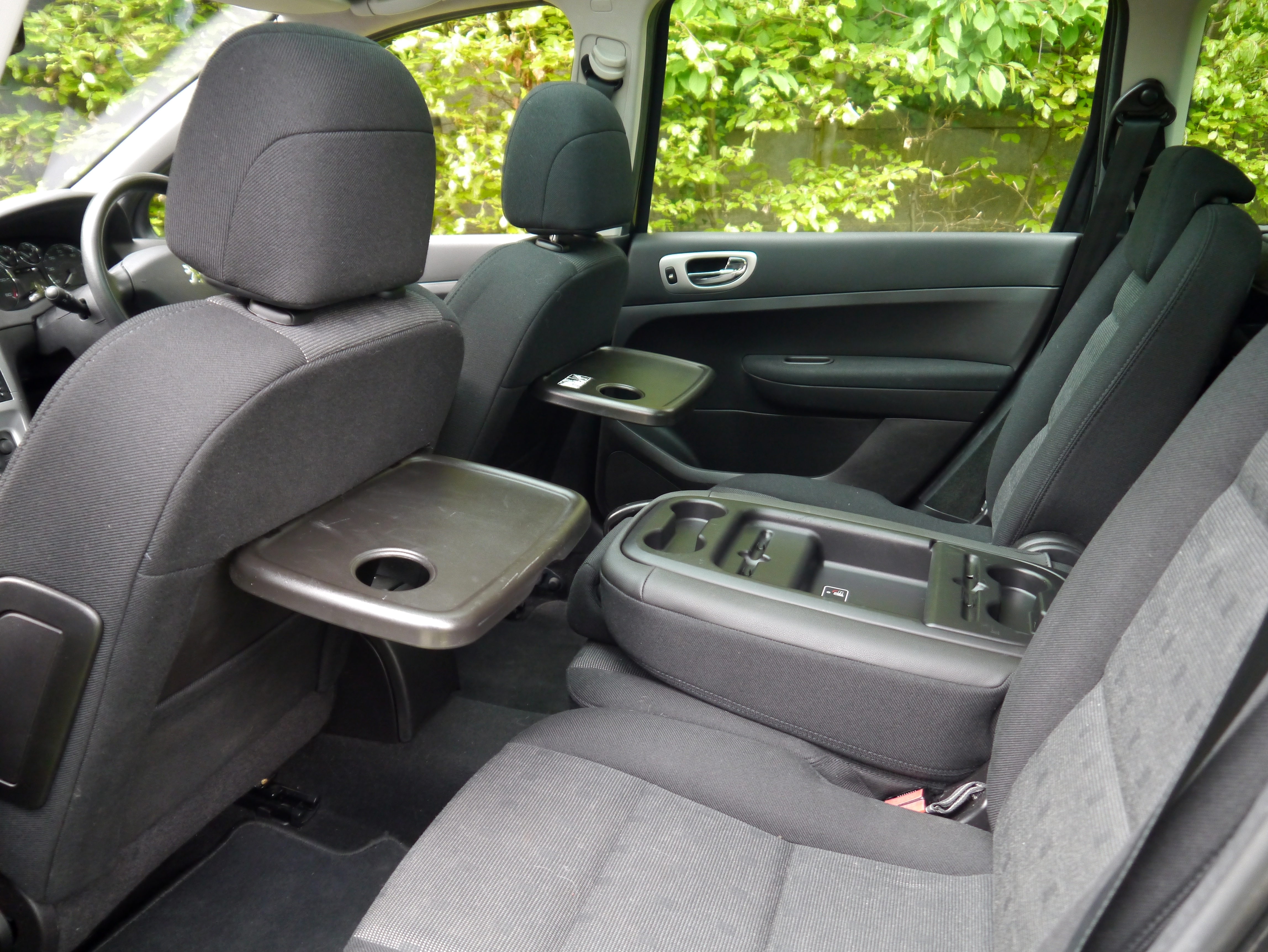
Innenraum

## 307 CC (2003–2009)
Der 307 CC folgte im März 2003; er ist ein viersitziges Coupé-Cabriolet mit einem zweiteiligen elektro-hydraulisch versenkbaren Metallklappdach, das von Magna Car Top Systems entwickelt wurde. Das elektrisch betriebene Stahldach öffnet in 25 s und wird fast unverändert auch im Nachfolger 308 CC eingebaut. Fahrzeuge mit ähnlicher Dachausführung sind Peugeot 206 CC (Dach von Heuliez), 207 CC (Edscha) oder Renault Mégane CC (Karmann). Der 307 CC ist etwas niedriger und länger als die Limousinenversion, besitzt eine deutlich flacher verlaufende, weit nach hinten gezogene Frontscheibe und verfügt über eine gehobenere Grundausstattung.
Durch das versenkbare Dach lässt sich kein Dachgepäckträger montieren. Lediglich auf dem Kofferraumdeckel kann ein leichter Träger für bis zu 30 Kilogramm Gesamtgewicht aufgesetzt werden.

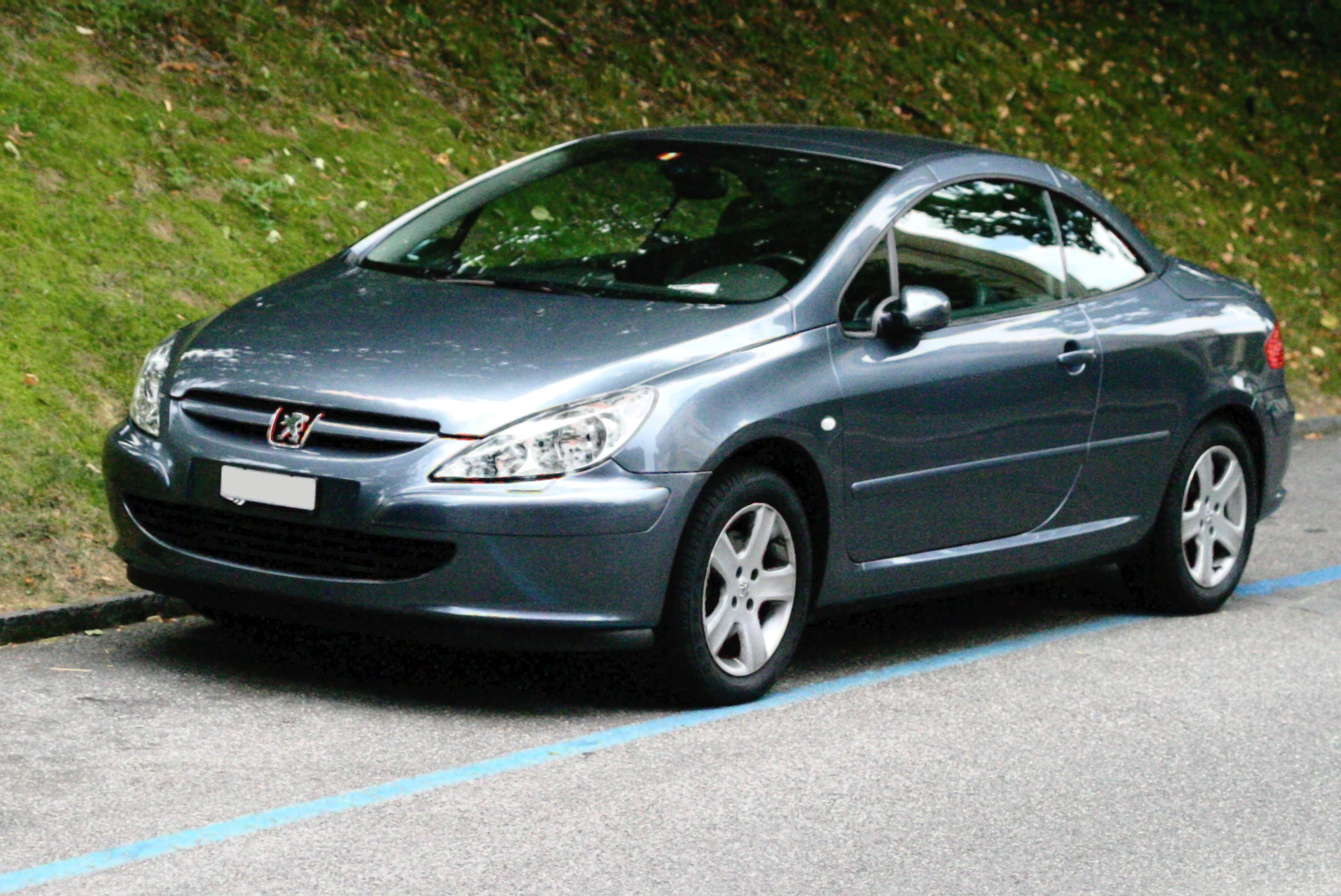
Peugeot 307 CC (2003–2005)

Auch der 307 CC erhielt im Mai 2005 die neue Front wie die Limousine und der SW/Break. Er konnte in den Jahren 2005/2006 in vier verschiedenen Ausstattungsvarianten bestellt werden: „Filou“, „Tendance“, „Sport“, und „JBL“.

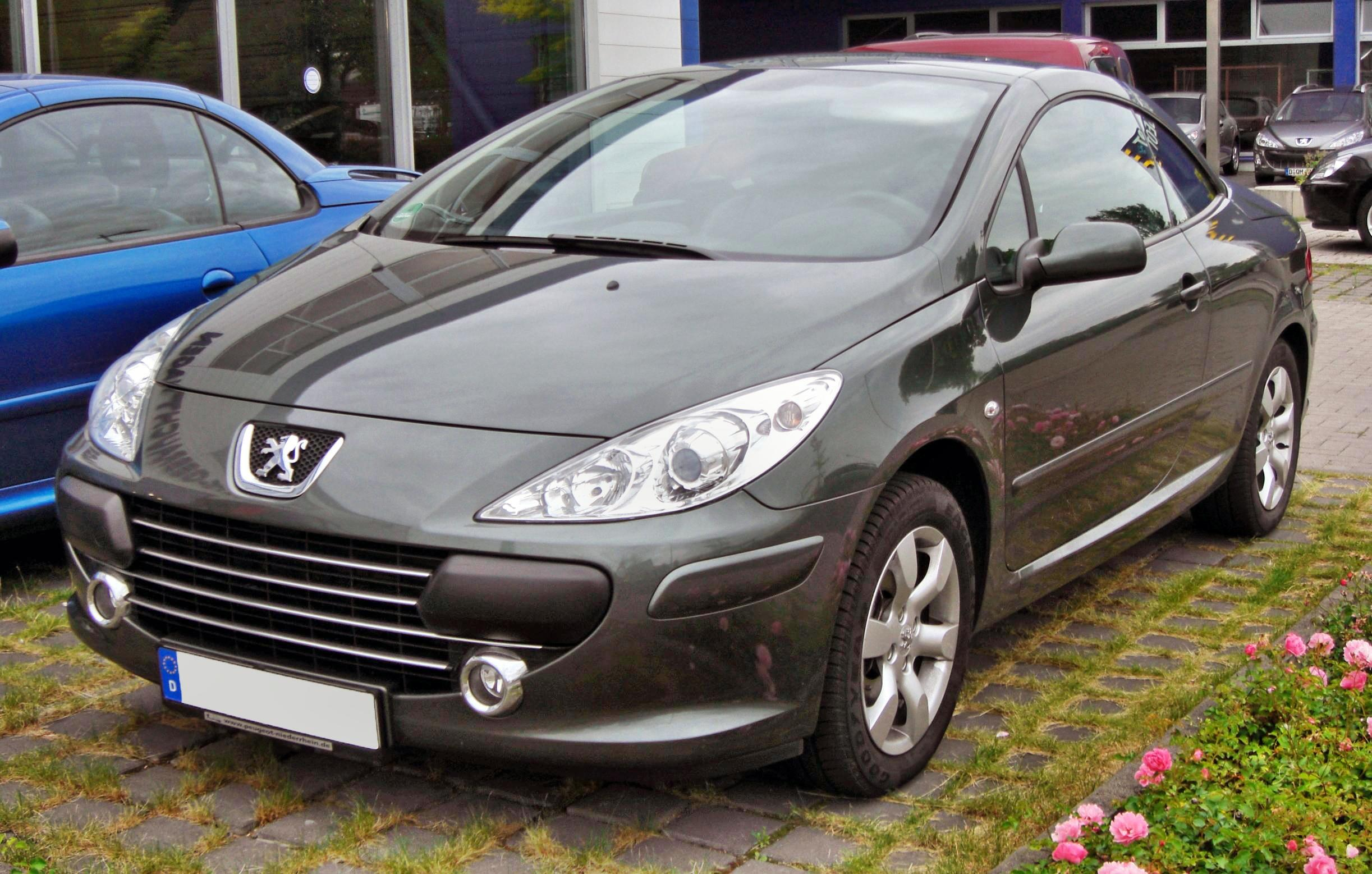
Peugeot 307 CC (2005–2009)
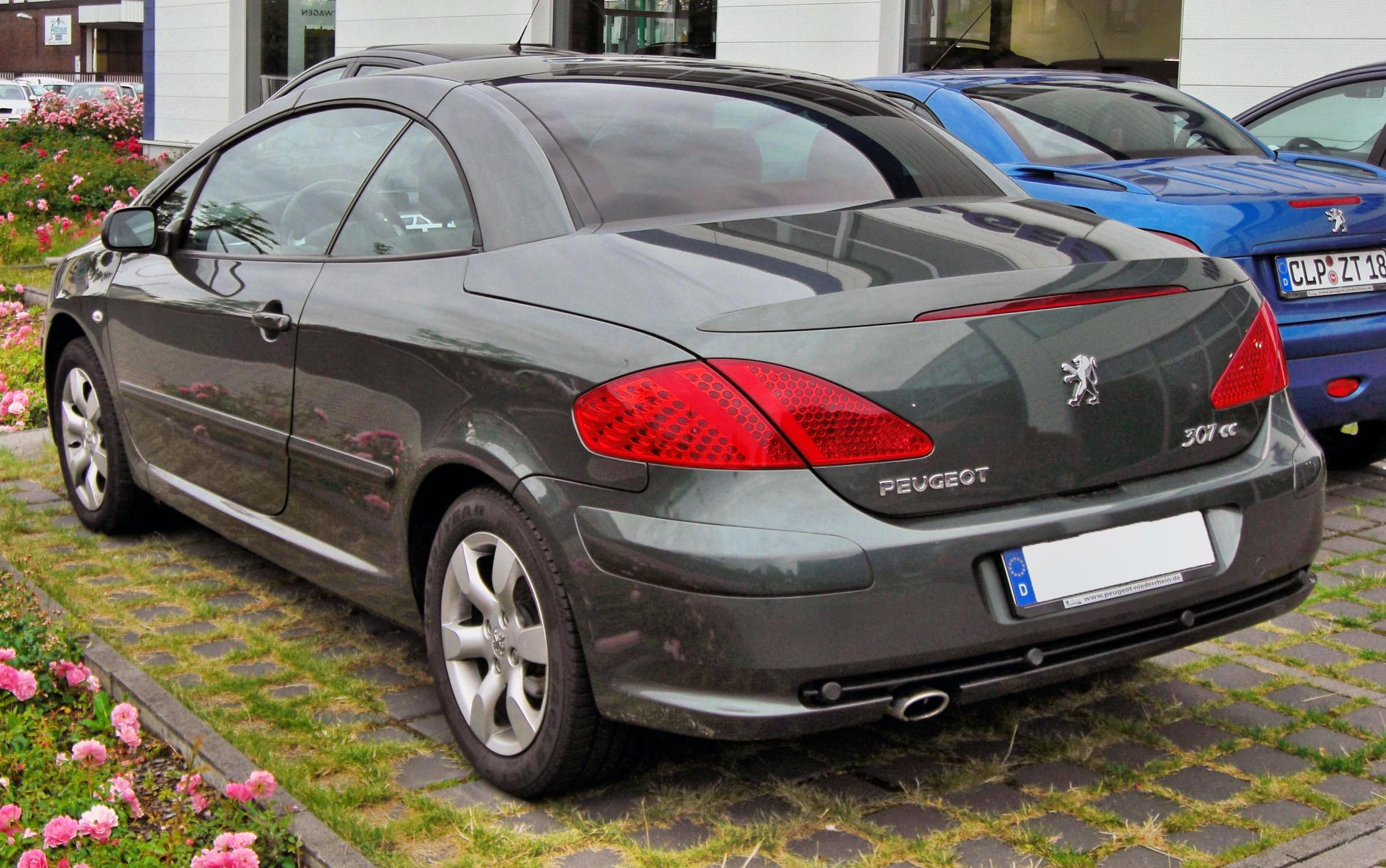
Heckansicht
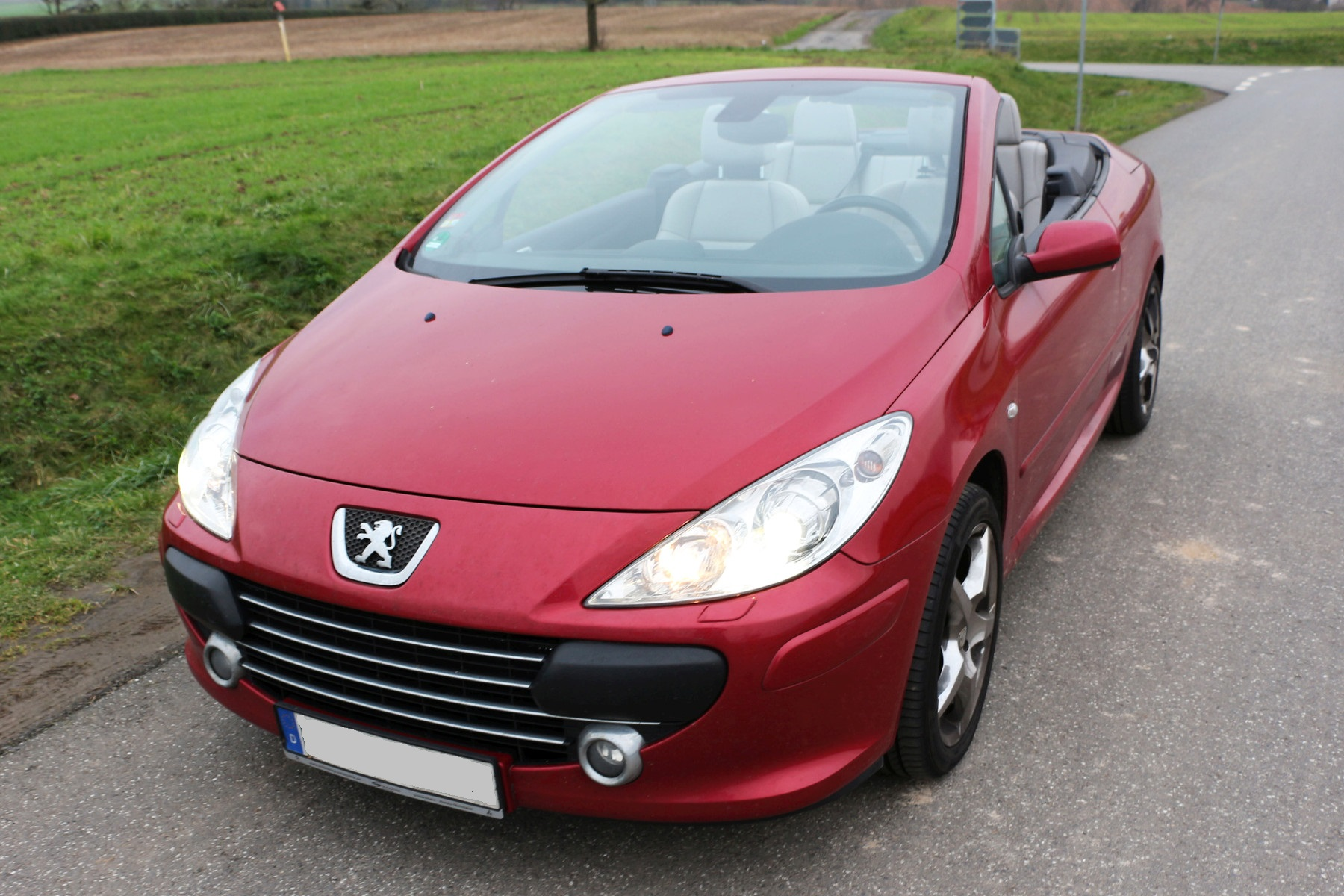
307 CC mit geöffnetem Dach
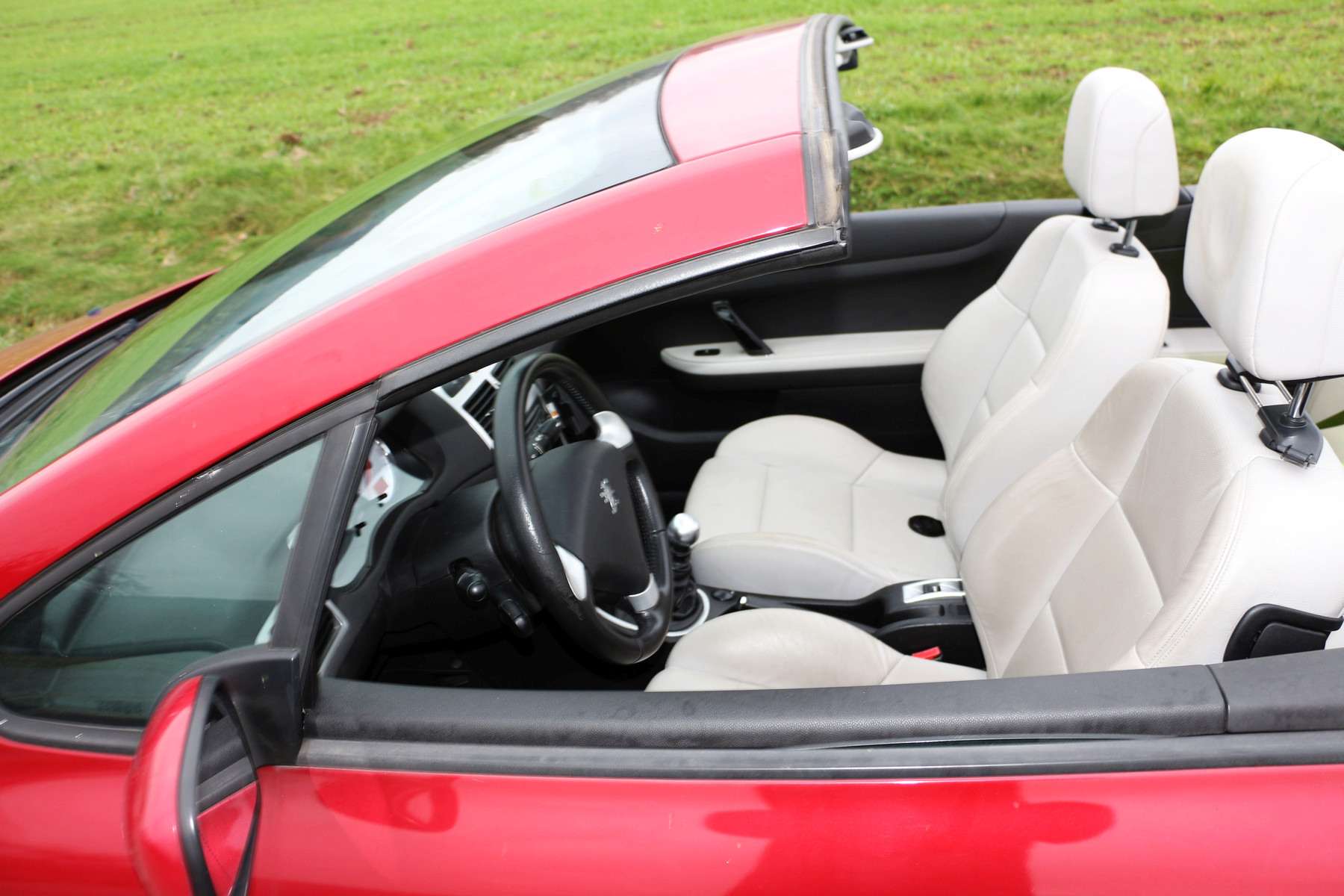
307 CC Innenansicht

### Motorversionen
Der Peugeot 307 CC wurde mit drei verschiedenen Benzinmotoren sowie seit Juli 2005 mit einem 2,0-l-Diesel angeboten. Die Benzinversionen haben 5-Gang-Schaltgetriebe, optional gab es für die 136/140-PS-Version ein 4-Stufen-Automatikgetriebe mit manueller Schaltgasse. Die Dieselversion ist im Gegensatz zu den Benzinern mit einem 6-Gang-Schaltgetriebe ausgestattet. Motor und Getriebe entstammen der 400er-Baureihe. Für alle Versionen sind Geschwindigkeitsregelanlage (Tempomat) und Einparkhilfe verfügbar.
- 1.6 16V mit 80 kW (109 PS)
- 2.0 16V mit 100 kW (136 PS) bis 03/2005, ab 04/2005 mit 103 kW (140 PS)
- 2.0 16V mit 130 kW (177 PS)
- 2.0 HDi 16V FAP (Filtre à particules) Rußpartikelfilter mit 100 kW (136 PS)

### Technische Daten
|                                                         | 1.6 16V 109 PS             | 2.0 16V 136 PS/[Automatik] | 2.0 16V 140 PS/[Automatik] | 2.0 16V 177 PS             | 2.0 HDi 16V 136 PS         |
| Bauzeit                                                 | 01/2005–03/2009            | 03/2003–03/2005            | 04/2005–03/2009            | 03/2003–03/2009            | 06/2005–03/2009            |
| Beschleunigung, 0–100 km/h                              | 10,7–12,7 s                | 10,3/[12,0] s              | 10,3/[12,0] s              | 9,5 s                      | 10,3 s                     |
| Höchstgeschwindigkeit                                   | 191 km/h                   | 207/[204] km/h             | 207/[206] km/h             | 225 km/h                   | 208 km/h                   |
| Verbrauch                                               | 7,6 l/100 km               | 8,2/[8,9] l/100 km         | 8,1/[8,4] l/100 km         | 8,8 l/100 km               | 6,0 l/100 km               |
| Leergewicht (kg)                                        | 1515–1558                  | 1532/[1563]                | 1543/[1573]                | 1565                       | 1653–1685                  |
| Gesamtgewicht (kg)                                      | 1850                       | 1830/[1870]                | 1880/[1900]                | 1860                       | 1950                       |
| Tankvolumen (l)                                         | 60                         | 60                         | 60                         | 60                         | 60                         |
| Kofferraumvolumen (l) bei geöffnetem/geschlossenem Dach | 204/350                    | 204/350                    | 204/350                    | 204/350                    | 204/350                    |
| Bereifung                                               | 205/55 R16 auf 6,5×16 ET31 | 205/50 R16 auf 6,5×16 ET31 | 205/50 R16 auf 6,5×16 ET31 | 205/50 R17 auf 6,5×17 ET31 | 205/50 R16 auf 6,5×16 ET31 |

Das Kofferraumvolumen variiert auf Grund des versenkbaren Klappdachs.

#### Aufhängung
Vorne: Einzelradaufhängung vom Typ Pseudo-MacPherson mit Schraubenfedern, integrierten hydraulischen Schwingungsdämpfern und Kurvenstabilisator.
Hinten: Einzelradaufhängung mit Eigenlenkeffekt, Verbundlenker-Hinterachse, Schraubenfedern, unabhängige hydraulische Schwingungsdämpfer und Kurvenstabilisator.

## Erläuterung einiger Sondermodelle
Oxygo (ab 2006): Das Sondermodell Oxygo, das als Drei- und Fünftürer, 307 Break und 307 SW lieferbar war, bot serienmäßig unter anderem einen Kühlergrill mit Chromeinlagen, Nebelscheinwerfer, 16-Zoll-Leichtmetallfelgen „Équinoxe“ und ein „Oxygo“-Logo an den vorderen Türen. Zusätzlich bot dieses Sondermodell weiß hinterlegte Instrumente mit Chromeinfassung, einen mit perforiertem Leder bezogenen Lenkradkranz sowie Stoffsitze in Schwarz/Grau oder Schwarz/Rot.
Épok (ab 2006): Das Sondermodell Épok war als fünftürige Limousine, 307 SW und Coupé-Cabriolet 307 CC lieferbar. Es bot serienmäßig eine Audioanlage RD4, einen Kühlergrill mit Chromeinlagen, Metallic-Sonderlackierungen, anthrazitfarbene 16-Zoll-Leichtmetallfelgen, Stoff-Leder-Sitze „Goyave“ (vordere sind beheizbar), getrennt regelbare Klimaautomatik, elektrische Fensterheber vorne und hinten, Einstiegsleisten aus Aluminium sowie zahlreiche weitere Aluminiumapplikationen im Innenraum. Im Gegensatz zum Oxygo-Sondermodell konnten die Épok-Modelle auch in Verbindung mit einem Wandler-Automatikgetriebe bestellt werden: der Zweiliter-Benziner mit einer Vierstufen-Automatik und der Zweiliter-Diesel mit einer Sechsstufen-Automatik (außer 307 CC Épok HDi FAP 135). Der 307 Épok in der SW-Variante bot weitere Details wie stärker getönte Seitenscheiben, während der 307 CC Épok sich mit zusätzlicher Serienausstattung wie elektrisch anklappbaren Außenspiegeln hervortat.
RC Line (ab 2006): Das Sondermodell RC Line basiert auf der Serienversion des 307 SW Sport. Der 307 SW RC Line ist an der Metallic-Sonderlackierung „Nachtschwarz“ zu erkennen. Zum Paket gehörten eine Einparkhilfe hinten, Sitzheizung vorn, ein in Wagenfarbe lackierter Dachspoiler, titanfarbene 17-Zoll-Leichtmetallfelgen, ein Edelstahl-Frontgrill in Gitternetzoptik, eine in Wagenfarbe lackierte Frontspoilerlippe, ein Nachschalldämpfer aus Edelstahl mit verchromtem Doppelendrohr sowie ein RC-Line-Logo auf den vorderen Türen. Dieses Sondermodell war ausschließlich mit der stärksten für die 307-Baureihe lieferbaren HDi-Motorisierung samt serienmäßigem Rußpartikelfiltersystem FAP lieferbar: dem 2,0-Liter-HDi mit 136 PS.
Business Line (ab 2007): Das Sondermodell Business Line bot eine Einparkhilfe hinten, Sitzheizung für Fahrer und Beifahrer und eine auf 36 Monate erweiterte Garantie. Zusätzlich beinhaltete dieses Sondermodell ein Navigations-/Telematiksystem RT4 mit sieben Zoll großem Farbbildschirm, das auf einer integrierten Festplatte mit 30 GB Kapazität das gesamte Straßennetz Europas für eine dynamische Routenführung bereitstellt. Des Weiteren enthält das RT4 ein Dual-Band-Telefon mit Freisprecheinrichtung und stellt eine automatische SOS-Notruffunktion zur Verfügung.

## Nachfolger
Im September 2007 wurden die Schrägheckmodelle des 307 vom 308 abgelöst. Die Produktion des Break/SW wurde Anfang 2008 eingestellt, während der CC noch bis Ende 2008 vom Band lief.
Auf einigen Märkten (China, Südamerika) wurde der 307 noch bis November 2009 angeboten. In Argentinien wurde er noch bis Juli 2011 verkauft.

## Zulassungszahlen
Zwischen 2001 und 2009 sind in der Bundesrepublik Deutschland insgesamt 201.059 Peugeot 307 neu zugelassen worden. Mit 45.062 Einheiten war 2004 das erfolgreichste Verkaufsjahr.
|  |

|  |

|  |

|  |

|  |

|  |

|  |

|  |

|  |

|  |

|  |

|  |

|  |

|  |

|  |

|  |

|  |

|  |

|  |

|  |

|  |

|  |

|  |

|  |

|  |

|  |

|  |

|  |

|  |

|  |

|  |

|  |

|  |

|  |

|  |

|  |

|  |

|  |

|  |

|  |

|  |

|  |

|  |

|  |

|  |

|  |

|  |

|  |

|  |

|  |

|  |

|  |

|  |

|  |

|  |

|  |

|  |

|  |

|  |

|  |

|  |

|  |

|  |

|  |

|  |

|  |

|  |

|  |

|  |

|  |

|  |

|  |

|  |

|  |

|  |

|  |

|  |

|  |

|  |

|  |

|  |

|  |

|  |

|  |

|  |

|  |

|  |

|  |

|  |

|  |

|  |

|  |

|  |

|  |

|  |

|  |

|  |

|  |

|  |

|  |

|  |

|  |

|  |

|  |

|  |

|  |

|  |

|  |

|  |

|  |

|  |

|  |

|  |

|  |

|  |

|  |

|  |

|  |

|  |

|  |

|  |

|  |

|  |

|  |

|  |

|  |

|  |

|  |

|  |

|  |

|  |

|  |

|  |

|  |

|  |

|  |

|  |

|  |

|  |

|  |

|  |

|  |

|  |

|  |

|  |

|  |

|  |

|  |

|  |

|  |

|  |

|  |

|  |

|  |

|  |

|  |

|  |

|  |

|  |

|  |

|  |

|  |

|  |

|  |

|  |

|  |

|  |

|  |

|  |

|  |

|  |

|  |

|  |

|  |

|  |

|  |

|  |

|  |

|  |

|  |

|  |

|  |

|  |

|  |

|  |

|  |

|  |

|  |

|  |

|  |

|  |

|  |

|  |

|  |

|  |

|  |

|  |

|  |

|  |

|  |

|  |

|  |

|  |

|  |

|  |

|  |

|  |

|  |

|  |

|  |

|  |

|  |

|  |

|  |

|  |

|  |

|  |

|  |

|  |

|  |

|  |

|  |

|  |

|  |

|  |

|  |

|  |

|  |

|  |

|  |

|  |

|  |

|  |

|  |

|  |

|  |

|  |

|  |

|  |

|  |

|  |

|  |

|  |

|  |

|  |

|  |

|  |

|  |

|  |

|  |

|  |

|  |

|  |

|  |

|  |

|  |

|  |

|  |

|  |

|  |

|  |

|  |

|  |

|  |

|  |

|  |

|  |

|  |

|  |

|  |

|  |

|  |

|  | Gesamt (9.513) |

|  | Gesamt (9.513) |

|  | Benziner (103.306) |

|  | Benziner (103.306) |

|  | Diesel (88.240) |

|  | Diesel (88.240) |